# Gürkan Alver
Gürkan Alver (* 11. November 1991 in Altındağ, Ankara) ist ein türkischer Fußballspieler, der für MKE Ankaragücü spielt.

## Karriere

### Vereinskarriere
Gürkan Alver begann mit dem Vereinsfußball in der Jugend von MKE Ankaragücü. Im Frühjahr 2011 erhielt er einen Profivertrag und wurde zwei Wochen nach der Vertragsunterzeichnung bis zum Saisonende an den Viertligisten İnegölspor ausgeliehen. Hier absolvierte er lediglich ein Ligaspiel und saß sonst auf der Ersatzbank.
Zur Saison 2011/12 kehrte er zu Ankaragücü zurück und spielte für die Reservemannschaft.
Nachdem Ankaragücü in den ersten Wochen der Saison in finanzielle Engpässe geriet und über lange Zeit die Spielergehälter nicht zahlen konnte, trennten sich viele Spieler. Alver wurde daraufhin in den Profi-Kader aufgenommen und kam in der Rückrunde, durch den Mangel an Spielern begünstigt, insgesamt viermal zum Einsatz.